# Новоселівська сільська рада (Любашівський район)
Новосе́лівська сільська́ ра́да — адміністративно-територіальна одиниця та орган місцевого самоврядування в Любашівському районі Одеської області. Адміністративний центр — село Новоселівка.

## Загальні відомості
- Територія ради: 62,48 км²
- Населення ради: 1 055 осіб (станом на 2001 рік)

## Населені пункти
Сільській раді підпорядковані населені пункти:
- с. Новоселівка
- с. Демидівка

## Населення
Згідно з переписом УРСР 1989 року чисельність наявного населення села становила 1044 особи, з яких 460 чоловіків та 584 жінки.
За переписом населення України 2001 року в селі мешкало 1055 осіб.

### Мова
Розподіл населення за рідною мовою за даними перепису 2001 року:
| Мова       | Відсоток |
| ---------- | -------- |
| українська | 82,75 %  |
| молдовська | 15,64 %  |
| російська  | 1,52 %   |
| болгарська | 0,09 %   |

## Склад ради
Рада складається з 16 депутатів та голови.
- Голова ради: Головаченко Ганна Федорівна
- Секретар ради: Бовнегра Ольга Іванівна

### Керівний склад попередніх скликань
| Прізвище, ім'я, по батькові | Основні відомості                                                                       | Дата обрання | Дата звільнення |
| --------------------------- | --------------------------------------------------------------------------------------- | ------------ | --------------- |
| Головаченко Ганна Федорівна | Сільський голова, 1965 року народження, освіта середня спеціальна, член Народної партії | 26.03.2006   | 31.10.2010      |
| Головаченко Ганна Федорівна | Сільський голова, 1965 року народження, освіта середня спеціальна, позапартійна         | 31.10.2010   |                 |

Примітка: таблиця складена за даними сайту Верховної Ради України

### Депутати
За результатами місцевих виборів 2010 року депутатами ради стали:

#### За суб'єктами висування
| Суб'єкт висування | Кількість обраних депутатів | %    |
| ----------------- | --------------------------- | ---- |
| Партія регіонів   | 13                          | 81,3 |
| Народна партія    | 3                           | 18,8 |

#### За округами
| № округу        | Прізвище, ім'я, по батькові      | Дата визнання обраним | Освіта  | Партійна приналежність | Відомості про обраного депутата                        |
| --------------- | -------------------------------- | --------------------- | ------- | ---------------------- | ------------------------------------------------------ |
| Народна Партія  |                                  |                       |         |                        |                                                        |
| 4               | Назарчук Віталій Юрійович        | 01.11.2010            | вища    | член Народної партії   | Новоселівська загальноосвітня школа І-ІІ ст., робітник |
| 6               | Чабаненко Віктор Йосипович       | 01.11.2010            | середня | член Народної партії   | приватний підприємець                                  |
| 16              | Беженар Володимир Миколайович    | 01.11.2010            | вища    | член Народної партії   | тимчасово не працює                                    |
| Партія регіонів |                                  |                       |         |                        |                                                        |
| 1               | Бовнегра Ольга Іванівна          | 01.11.2010            | вища    | член Партії регіонів   | Новоселівська сільська рада, секретар                  |
| 2               | Пічкур Алла Василівна            | 01.11.2010            | вища    | член Партії регіонів   | Новоселівська сільська рада, головний бухгалтер        |
| 3               | Шпоха Олексій Іванович           | 01.11.2010            | вища    | член Партії регіонів   | фермерське господарство «Рассвет», керівник            |
| 5               | Кирлан Ніна Анатоліївна          | 01.11.2010            | вища    | член Партії регіонів   | Новоселівська сільська рада, землевпорядник            |
| 7               | Коновальченко Володимир Іванович | 01.11.2010            | вища    | позапартійний          | Новоселівська загальноосвітня школа І-ІІ ст., директор |
| 8               | Сухацький Сергій Дмитрович       | 01.11.2010            | вища    | позапартійний          | тимчасово не працює                                    |
| 9               | Сула Олег Григорович             | 01.11.2010            | вища    | позапартійний          | тимчасово не працює                                    |
| 10              | Гумбатова Онисія Іванівна        | 01.11.2010            | середня | член Партії регіонів   | Новоселівський дитячий садок, завідувачка              |
| 11              | Притула Алла Анатоліївна         | 01.11.2010            | вища    | член Партії регіонів   | тимчасово не працює                                    |
| 12              | Гілка Ілля Якович                | 01.11.2010            | вища    | член Партії регіонів   | фермерське господарство «Гіта», керівник               |
| 13              | Цинявська Світлана Валеріївна    | 01.11.2010            | вища    | член Партії регіонів   | Демидівська бібліотека, завідувачка                    |
| 14              | Кушвід Марія Семенівна           | 01.11.2010            | вища    | член Партії регіонів   | ПП «Універсал», завідувачка току                       |
| 15              | Оклюк Олена Володимирівна        | 01.11.2010            | вища    | член Партії регіонів   | Демидівський фельдшерський пункт, завідувачка          |